# Parti communiste de Bharat
Le Parti communiste du Bharat est un groupe naxalite dissident du Parti communiste d'Inde (Marxiste–Léniniste). Le parti est présent au Bengale-Occidental; il est à l'origine de l'agitation à Singur et à Nandigram. 
Le secrétaire général du parti est Ranjan Chakraborty et Barnali Mukherjee dirige le "front des masses".